# 荒野にて
『荒野にて』（こうやにて、Lean on Pete）は2017年のイギリスのドラマ映画。監督はアンドリュー・ヘイ、主演はチャーリー・プラマーが務めた。ウィリー・ブローティンが2010年に発表した同名小説を原作としている。
2017年8月から9月にかけて開催された第74回ヴェネツィア国際映画祭のコンペティション部門に出品され、プラマーが新人俳優賞に相当するマルチェロ・マストロヤンニ賞を受賞した。

## ストーリー
チャーリーは15才で、長らく父親のレイと2人だけで、オレゴン州ポートランドのデルタ・パークで暮らしていた。ある日、チャーリーは、デルタ・パーク内の競馬場に馬を出走させるために来ていた馬主のデルと知り合い、厩舎で馬の世話をする仕事を見つけたが、そのしばらくのちに、父親は寝取った女の亭主に襲撃されて大怪我をし入院することになってしまった。チャーリーは厩舎の仕事でリーン・オン・ピートという名前の競走馬との絆を深めていった。父親は、傷がもとで敗血症を起こし死んでしまったが、チャーリーには身寄りと言える人は、ずっと昔に父親と3人で一緒に暮らしていたマージ伯母だけで、彼女のところに行けなければ、養護施設へ預けられるのだった。だが、父親はマージ伯母の連絡先を伝えることなく死んでしまった。チャーリーは荷物をまとめて、デルタ・パークの厩舎に逃げ込んで、ピートの横の小部屋ですごし始めた。やがて、ピートは売却馬だけのレースで勝てず、デルはピートをメキシコに売る（おそらく屠殺される）ことにした。チャーリーは、ピートをデルのトレーラーに積むと、そのままウマの居場所を捜すための旅に出た。ガソリンも所持金も尽きて、チャーリーとピートは、東部オレゴンの荒野を歩いて、マージ伯母のいると思われるワイオミング州を目指した。

## キャスト
- チャーリー・トンプソン: チャーリー・プラマー
- レイ・トンプソン: トラヴィス・フィメル - チャーリーの父親。
- ボニー: クロエ・セヴィニー - 女性騎手。
- デル・モンゴメリー: スティーヴ・ブシェミ - 厩舎のオーナー。
- シルヴァー: スティーヴ・ザーン - チャーリーが炊き出しで知り合った男。
- リン: エイミー・サイメッツ - レイの恋人。人妻。
- マイク: ジャスティン・レイン（英語版） - チャーリーが出会った元軍人。
- ダラス: ルイス・プルマン - マイクの相棒。
- マージー伯母さん: アリソン・エリオット - レイの姉。

なお、トーマス・マンの出演シーンはポスト・プロダクションの過程で全てカットされた。

## 製作
2015年5月、アンドリュー・ヘイがウィリー・ブローティンの小説『Lean on Pete』の映画化に着手したとの報道があった。2016年7月7日、スティーヴ・ブシェミがキャスト入りしたと報じられた。11日、チャーリー・プラマーの出演が決まった。17日、クロエ・セヴィニーとトラヴィス・フィメルが本作に出演することになったとの報道があった。9月、エイミー・サイメッツ、スティーヴ・ザーン、トーマス・マンの出演が決まった。2017年3月、ジェームズ・エドワード・バーカーが本作の楽曲を手掛けることになったと報じられた。
本作の主要撮影は2016年8月13日にオレゴン州で始まり、同年9月10日に終了した。ロケ地にはポートランドやバーンズが選ばれた。

## 公開
2016年5月、A24が本作の全米配給権を、カーゾン・アーティフィッシャル・アイが本作の全英配給権を獲得したとの報道があった。2017年9月1日、本作は第74回ヴェネツィア国際映画祭でプレミアを迎えた。10日、第42回トロント国際映画祭のスペシャル・プレゼンテーションで上映が行われた。10月5日、本作はロンドン映画祭で上映された。
当初、本作は2018年3月30日に全米公開される予定だったが、後に公開日は同年4月6日に延期された。

## 評価
本作は批評家から絶賛されている。映画批評集積サイトのRotten Tomatoesには162件のレビューがあり、批評家支持率は90%、平均点は10点満点で7.9点となっている。サイト側による批評家の見解の要約は「『荒野にて』は感傷的なメロドラマに堕すことを回避し、人生の岐路に立つ主人公に感情移入しつつも、客観的な姿勢を維持している。同作での演技によって、チャーリー・プラマーには確かな才能があることが証明された。」となっている。また、Metacriticには44件のレビューがあり、加重平均値は80/100となっている。